# Sidymella angulata
Sidymella angulata är en spindelart som först beskrevs av Arthur Urquhart 1885.  Sidymella angulata ingår i släktet Sidymella och familjen krabbspindlar. Inga underarter finns listade i Catalogue of Life.